# Admiralspalast
52°31′15″N 13°23′19″Ø / 52.52083°N 13.38861°Ø
Admiralspalast er et teater i Berlin, Tyskland. Teatret ligger i Friedrichstrasse i bydelen Mitte.
Opførelsen af teatret blev påbegyndt i 1910, og teatret åbnede året efter. I 1939 blev det slået sammen med Metropol-Theater i Behrenstraße, og i 1944 blev teateret lukket. Fra afslutningen af 2. verdenskrig var det scene for Berlins statsopera. Operaen flyttede i 1955 tilbage til sin genopbyggede bygning på Unter den Linden, og Admiralspalast blev scene for Metropol-Theater. Frem til 1997 blev der opført operetter og musicals i den store sal med plads til 1.400 gæster. Efter en større restaurering åbnede teatret igen for offentligheden i august 2006 med en opsætning af Laser og pjalter.